# كأس النرويج 1948
كأس النرويج 1948 (بالنرويجية: Norgesmesterskapet i fotball for menn 1948)‏ هو الموسم 43 من كأس النرويج. أشرف على تنظيمه اتحاد النرويج لكرة القدم، وفاز فيه Sarpsborg FK ‏.